# Danh sách buổi biểu diễn âm nhạc của nghệ sĩ quốc tế tổ chức tại Việt Nam
Danh sách này không đầy đủ, bạn cũng có thể giúp mở rộng danh sách.

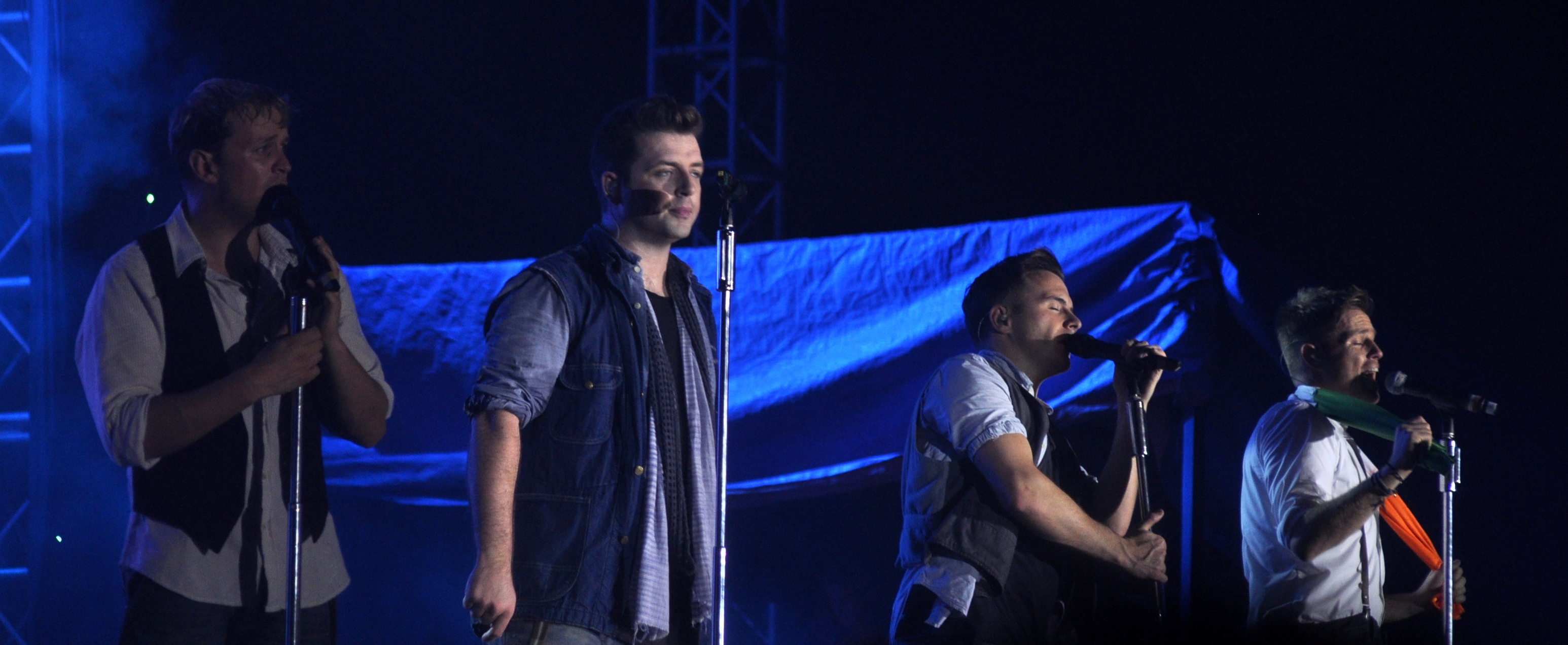
Nhóm nhạc Westlife trình diễn trực tiếp tại Hà Nội trong khuôn khổ Gravity Tour tháng 10 năm 2011

Kể từ cuối thế kỷ 20 và đầu thế kỷ 21, ngày càng có nhiều nghệ sĩ âm nhạc quốc tế sang biểu diễn và giao lưu gặp gỡ người hâm mộ tại Việt Nam. Nhiều nghệ sĩ nước ngoài nhận được lời mời tham gia biểu diễn thông qua hình thức giao lưu văn hóa hữu nghị, trong khi đó các nghệ sĩ khác lại tham gia lưu diễn trong một sự kiện âm nhạc do nhãn hàng tổ chức...
Bên cạnh đó cũng có một số ca sĩ, nhóm nhạc nước ngoài đã và đang "chinh phục" thị trường âm nhạc Việt Nam khi cho phát hành các ca khúc bằng tiếng Việt và biểu diễn trực tiếp tại quốc gia này, đặc biệt là các nghệ sĩ âm nhạc người Hàn Quốc như V4Men, M-tiful, Hari Won, Han Sara...
Dưới đây là danh sách toàn bộ các buổi trình diễn âm nhạc của các nghệ sĩ nước ngoài được tổ chức trên lãnh thổ Việt Nam, được sắp xếp theo thứ tự thời gian.

## Thập niên 1970
| Ngày                | Nghệ sĩ       | Quốc gia | Tên buổi biểu diễn                                            | Thành phố | Địa điểm                                                                  | Ghi chú | Tham chiếu    |
| ------------------- | ------------- | -------- | ------------------------------------------------------------- | --------- | ------------------------------------------------------------------------- | --- | ------------- |
| Không rõ            | Thang Lan Hoa | Đài Loan | Chương trình văn nghệ họp mặt các bang chủ các bang ở Chợ Lớn | Sài Gòn   |                                                                           | | [ 7 ]         |
| 1970/1971           | Đặng Lệ Quân  | Đài Loan | _                                                             | Sài Gòn   | Khách sạn Bát Đạt                                                         | | [ 8 ]         |
| 13 tháng 7 năm 1973 | Đặng Lệ Quân  | Đài Loan | _                                                             | Sài Gòn   | Rạp Lệ Thanh                                                              | | [ 9 ] [ 10 ]  |
| Tháng 12 năm 1972   | Joan Baez     | Hoa Kỳ   | Buổi lễ Thiên Chúa Giáng sinh 1972                            | Hà Nội    | Khu vực "Little Vegas" nhà pha Hỏa Lò và Khách sạn Metropole (ngày thứ 3) | Cô cùng phái đoàn Vì Hòa bình Mỹ đến Hà Nội để chuyển thư nhân dịp Giáng sinh cho các tù binh chiến tranh của Hoa Kỳ | [ 11 ] [ 12 ] |

## Thập niên 1990
| Năm                 | Nghệ sĩ                | Quốc gia       | Tên buổi biểu diễn | Thành phố       | Địa điểm                    | Ghi chú                                                       | Tham chiếu    |
| ------------------- | ---------------------- | -------------- | ------------------ | --------------- | --------------------------- | ------------------------------------------------------------- | ------------- |
| 16 tháng 1 năm 1994 | Bryan Adams            | Canada         | _                  | TP. Hồ Chí Minh | Nhà hát Hòa Bình            | Có hơn 2.000 khán giả tham dự                                 | [ 13 ]        |
| 6 tháng 12 năm 1994 | Lobo                   | Hoa Kỳ         |                    | TP. Hồ Chí Minh | Nhà hát Hòa Bình            |                                                               | [ 14 ]        |
| 1994                | John Denver            | Hoa Kỳ         |                    |                 |                             |                                                               | [ 14 ]        |
| 1994                | Patricia Kaas          | Pháp           |                    |                 |                             |                                                               | [ 14 ]        |
| 1994                | Leo Sayer              | Úc             |                    |                 |                             |                                                               | [ 14 ]        |
| 1994                | Yokoi Kumiko           | Nhật Bản       | _                  | Hà Nội          | _                           |                                                               | [ 15 ] [ 16 ] |
| 1995                | Boney M.               | Đức            |                    |                 |                             |                                                               | [ 13 ] [ 14 ] |
| 1995                | Lê Minh                | Hồng Kông      | _                  | TP. Hồ Chí Minh | Sân thể thao Phú Thọ        |                                                               | [ 13 ] [ 14 ] |
| 1996                | Sting                  | Vương quốc Anh |                    |                 | Nhà thi đấu Phan Đình Phùng |                                                               | [ 13 ] [ 14 ] |
| 1997                | Michael Learns to Rock | Đan Mạch       | _                  | Hà Nội          | _                           | Có gần 200.000 khán giả trẻ tham dự (tính ở cả hai thành phố) | [ 13 ] [ 14 ] |
| 1997                | Michael Learns to Rock | Đan Mạch       | _                  | TP. Hồ Chí Minh |                             | Có gần 200.000 khán giả trẻ tham dự (tính ở cả hai thành phố) | [ 13 ] [ 14 ] |
| 1999                | Air Supply             | Úc             |                    |                 |                             |                                                               | [ 13 ] [ 14 ] |
| 1999                | The Moffatts           | Canada         | _                  | TP. Hồ Chí Minh | Sân bóng đá Tao Đàn         |                                                               | [ 13 ] [ 14 ] |

## Thập niên 2000
| Năm  | Ngày          | Nghệ sĩ              | Quốc gia   | Tên buổi biểu diễn                                    | Thành phố                                  | Địa điểm                                                    | Ghi chú                                                                    | Tham chiếu                         |
| ---- | ------------- | -------------------- | ---------- | ----------------------------------------------------- | ------------------------------------------ | ----------------------------------------------------------- | -------------------------------------------------------------------------- | ---------------------------------- |
| 2001 | 10 tháng 2    | Triệu Vy             | Trung Quốc | Đêm diễn "Xuân 2001"                                  | TP. Hồ Chí Minh                            |                                                             |                                                                            | [ 17 ]                             |
| 2001 | 10 tháng 2    | Lâm Tâm Như          | Đài Loan   | Đêm diễn "Xuân 2001"                                  | TP. Hồ Chí Minh                            |                                                             |                                                                            | [ 17 ]                             |
| 2005 | 16 tháng 1    | Quách Vi Quân (Toro) | Đài Loan   | Liveshow "Giai điệu bạn bè"                           | TP. Hồ Chí Minh                            | Sân vận động Quân khu 7                                     |                                                                            | [ 18 ] [ 19 ] [ 20 ] [ 21 ]        |
| 2005 | 29 tháng 3    | Peter Yarrow         | Hoa Kỳ     |                                                       | Hà Nội                                     | Nhà hát Lớn Hà Nội                                          |                                                                            | [ 22 ] [ 23 ] [ 24 ] [ 25 ]        |
| 2005 | 22 tháng 9    | Peter Yarrow         | Hoa Kỳ     | Huế                                                   | Rạp Trần Hưng Đạo                          |                                                             |                                                                            | [ 22 ] [ 23 ] [ 24 ] [ 25 ]        |
| 2005 | 25 tháng 9    | Peter Yarrow         | Hoa Kỳ     | TP. Hồ Chí Minh                                       | Nhà hát Thành phố Hồ Chí Minh              |                                                             |                                                                            | [ 22 ] [ 23 ] [ 24 ] [ 25 ]        |
| 2006 | 11 tháng 1    | Jewelry              | Hàn Quốc   | U-Nite 06                                             | TP. Hồ Chí Minh                            | Nhà thi đấu Quân khu 7                                      | 15h                                                                        | [ 26 ] [ 27 ] [ 28 ] [ 29 ] [ 30 ] |
| 2006 | 8 tháng 6     | Bi Rain              | Hàn Quốc   | Đêm nhạc S-Fone                                       | TP. Hồ Chí Minh                            | Sân vận động Quân khu 7                                     | 14h                                                                        | [ 13 ] [ 31 ] [ 32 ] [ 33 ]        |
| 2007 | 10-11 tháng 3 | Bi Rain              | Hàn Quốc   | Rain's coming                                         | TP. Hồ Chí Minh                            | Sân vận động Quân khu 7                                     | 20h                                                                        | [ 33 ] [ 34 ] [ 35 ] [ 36 ]        |
| 2007 | 12 tháng 5    | Piero Pelù           | Ý          | Piero Pelu’ Live in Vietnam                           | Hà Nội                                     | Triển lãm Giảng Võ                                          | khách mời phía Việt Nam là Trần Lập, Thủy Triều Đỏ, Microwave và UnlimiteD | [ 37 ] [ 38 ]                      |
| 2007 | 12 tháng 8    | 183 Club             | Đài Loan   | SYM- Ngày hội mùa hè                                  | Hà Nội                                     | Nhà thi đấu Quần Ngựa                                       | Do công ty SYM Việt Nam tài trợ                                            | [ 39 ] [ 40 ] [ 41 ] [ 42 ]        |
| 2007 | 23 tháng 8    | 5566                 | Đài Loan   |                                                       | TP. Hồ Chí Minh                            | Nhà thi đấu Phú Thọ                                         |                                                                            | [ 43 ] [ 44 ] [ 45 ]               |
| 2007 | 25 tháng 8    | 183 Club             | Đài Loan   | SYM- Ngày hội mùa hè                                  | TP. Hồ Chí Minh                            | Nhà thi đấu Phú Thọ                                         | Do công ty SYM Việt Nam tài trợ                                            | [ 39 ] [ 40 ] [ 41 ] [ 42 ]        |
| 2007 | 7 tháng 9     | 5566                 | Đài Loan   |                                                       | Hà Nội                                     | Nhà thi đấu Quần Ngựa                                       |                                                                            | [ 43 ] [ 44 ] [ 45 ]               |
| 2008 | 20 tháng 1    | My Chemical Romance  | Hoa Kỳ     | Tiger Unite 08                                        | TP. Hồ Chí Minh                            |                                                             |                                                                            | [ 46 ]                             |
| 2008 | 24 tháng 5    | Natsuko Godai        | Nhật Bản   | Đại nhạc hội Việt - Nhật: Giấc mơ về một nền hòa bình | Hà Nội                                     | Trung tâm Hội nghị Quốc gia                                 | Phát sóng trên VTV3 và phát lại trên NHK                                   | [ 47 ] [ 48 ] [ 49 ] [ 50 ]        |
| 2008 | 24 tháng 5    | Masashi Nakikawa     | Nhật Bản   | Đại nhạc hội Việt - Nhật: Giấc mơ về một nền hòa bình | Hà Nội                                     | Trung tâm Hội nghị Quốc gia                                 | Phát sóng trên VTV3 và phát lại trên NHK                                   | [ 47 ] [ 48 ] [ 49 ] [ 50 ]        |
| 2008 | 24 tháng 5    | Natsukawa Rimi       | Nhật Bản   | Đại nhạc hội Việt - Nhật: Giấc mơ về một nền hòa bình | Hà Nội                                     | Trung tâm Hội nghị Quốc gia                                 | Phát sóng trên VTV3 và phát lại trên NHK                                   | [ 47 ] [ 48 ] [ 49 ] [ 50 ]        |
| 2008 | 24 tháng 5    | Shimatani Hitomi     | Nhật Bản   | Đại nhạc hội Việt - Nhật: Giấc mơ về một nền hòa bình | Hà Nội                                     | Trung tâm Hội nghị Quốc gia                                 | Phát sóng trên VTV3 và phát lại trên NHK                                   | [ 47 ] [ 48 ] [ 49 ] [ 50 ]        |
| 2008 | 24 tháng 5    | W-inds               | Nhật Bản   | Đại nhạc hội Việt - Nhật: Giấc mơ về một nền hòa bình | Hà Nội                                     | Trung tâm Hội nghị Quốc gia                                 | Phát sóng trên VTV3 và phát lại trên NHK                                   | [ 47 ] [ 48 ] [ 49 ] [ 50 ]        |
| 2008 | 26 tháng 5    | Natsuko Godai        | Nhật Bản   | Đại nhạc hội Việt - Nhật: Giấc mơ về một nền hòa bình | TP. Hồ Chí Minh                            | Nhà hát Hòa Bình                                            |                                                                            | [ 47 ] [ 48 ] [ 49 ] [ 50 ]        |
| 2008 | 26 tháng 5    | Masashi Nakikawa     | Nhật Bản   | Đại nhạc hội Việt - Nhật: Giấc mơ về một nền hòa bình | TP. Hồ Chí Minh                            | Nhà hát Hòa Bình                                            |                                                                            | [ 47 ] [ 48 ] [ 49 ] [ 50 ]        |
| 2008 | 26 tháng 5    | Natsukawa Rimi       | Nhật Bản   | Đại nhạc hội Việt - Nhật: Giấc mơ về một nền hòa bình | TP. Hồ Chí Minh                            | Nhà hát Hòa Bình                                            |                                                                            | [ 47 ] [ 48 ] [ 49 ] [ 50 ]        |
| 2008 | 26 tháng 5    | Shimatani Hitomi     | Nhật Bản   | Đại nhạc hội Việt - Nhật: Giấc mơ về một nền hòa bình | TP. Hồ Chí Minh                            | Nhà hát Hòa Bình                                            |                                                                            | [ 47 ] [ 48 ] [ 49 ] [ 50 ]        |
| 2008 | 26 tháng 5    | Ryōtarō Sugi         | Nhật Bản   | Đại nhạc hội Việt - Nhật: Giấc mơ về một nền hòa bình | TP. Hồ Chí Minh                            | Nhà hát Hòa Bình                                            |                                                                            | [ 47 ] [ 48 ] [ 49 ] [ 50 ]        |
| 2008 | 26 tháng 5    | W-inds               | Nhật Bản   | Đại nhạc hội Việt - Nhật: Giấc mơ về một nền hòa bình | TP. Hồ Chí Minh                            | Nhà hát Hòa Bình                                            |                                                                            | [ 47 ] [ 48 ] [ 49 ] [ 50 ]        |
| 2008 | 25 tháng 6    | Peter Yarrow         | Hoa Kỳ     | Peter Yarrow và trái tim Việt Nam                     | TP. Hồ Chí Minh                            | Nhà hát Truyền hình HTV                                     | khách mời phía Việt Nam có Tuấn Ngọc, Mỹ Tâm, Hà Anh Tuấn và Hiền Thục     | [ 51 ] [ 52 ] [ 53 ]               |
| 2008 | 27 tháng 6    | Peter Yarrow         | Hoa Kỳ     | Peter Yarrow và trái tim Việt Nam                     | Quảng Nam                                  | Hội An                                                      |                                                                            | [ 54 ] [ 55 ]                      |
| 2008 | 28 tháng 6    | Peter Yarrow         | Hoa Kỳ     | Peter Yarrow và trái tim Việt Nam                     | Trung tâm Phục hồi chức năng xã Hành Thiện | Quảng Ngãi                                                  |                                                                            | [ 54 ] [ 55 ]                      |
| 2008 | 29 tháng 6    | Peter Yarrow         | Hoa Kỳ     | Peter Yarrow và trái tim Việt Nam                     | Hà Nội                                     | Nhà hát Lớn Hà Nội                                          |                                                                            | [ 56 ] [ 57 ]                      |
| 2008 | 14 tháng 7    | Lady Gaga            | Hoa Kỳ     | Đêm chung kết Hoa hậu Hoàn vũ 2008                    | Nha Trang                                  | Trung tâm Hội nghị Hoàn Vũ                                  | Trình bày bài "Just Dance" (phần thi áo tắm)                               | [ 58 ] [ 59 ] [ 60 ] [ 61 ]        |
| 2009 | 22 tháng 7    | Lâm Phong            | Hồng Kông  | Liveshow "Vũ khúc nam phong"                          | TP. Hồ Chí Minh                            | Khách sạn Caravelle, Trung tâm Hội chợ và triển lãm Sài Gòn | Do công ty Funehouse tổ chức                                               | [ 62 ]                             |
| 2009 | 18 tháng 10   | Girls' Generation    | Hàn Quốc   | Đêm nhạc tình bạn Việt Nam - Hàn Quốc                 | Hà Nội                                     | Trung tâm Hội nghị Quốc gia                                 |                                                                            | [ 63 ] [ 64 ] [ 65 ] [ 66 ]        |

## Thập niên 2010
| Năm  | Ngày                 | Nghệ sĩ                        | Quốc gia       | Tên buổi biểu diễn                                                         | Thành phố          | Địa điểm                                    | Ghi chú                                                                                        | Tham chiếu                              |
| ---- | -------------------- | ------------------------------ | -------------- | -------------------------------------------------------------------------- | ------------------ | ------------------------------------------- | ---------------------------------------------------------------------------------------------- | --------------------------------------- |
| 2010 | 6 tháng 3            | Phi Luân Hải                   | Đài Loan       | Show ca nhạc "Bay"                                                         | TP. Hồ Chí Minh    |                                             | Do công ty Funhouse tổ chức                                                                    |                                         |
| 2010 | 8 tháng 5            | Fu Han                         | Trung Quốc     | CAMA Festival 2010 Dance4Life                                              | Hà Nội             |                                             |                                                                                                | [ 67 ]                                  |
| 2010 | 8 tháng 5            | Okamoto's                      | Nhật Bản       | CAMA Festival 2010 Dance4Life                                              | Hà Nội             |                                             |                                                                                                | [ 67 ]                                  |
| 2010 | 8 tháng 5            | Molice                         | Nhật Bản       | CAMA Festival 2010 Dance4Life                                              | Hà Nội             |                                             |                                                                                                | [ 67 ]                                  |
| 2011 | 24 tháng 3           | Backstreet Boys                | Hoa Kỳ         | This Is Us Tour                                                            | TP. Hồ Chí Minh    | Nhà thi đấu Quân khu 7                      |                                                                                                | [ 68 ] [ 69 ] [ 70 ]                    |
| 2011 | 26 tháng 3           | Backstreet Boys                | Hoa Kỳ         | This Is Us Tour                                                            | Hà Nội             | Sân vận động Quốc gia Mỹ Đình               |                                                                                                | [ 68 ] [ 69 ] [ 70 ]                    |
| 2011 | 10 tháng 4           | Bob Dylan                      | Hoa Kỳ         | Liveshow Bob Dylan - Live in Vietnam                                       | TP. Hồ Chí Minh    | Trường Đại học RMIT                         | Đây là lần biểu diễn đầu tiên của ông tại Việt Nam. Chỉ bán được nửa tổng số vé của khán phòng | [ 71 ] [ 72 ]                           |
| 2011 | 7 tháng 5            | Super Junior                   | Hàn Quốc       | Super Show 3                                                               | Bình Dương         | Sân vận động Gò Đậu                         | 19h                                                                                            | [ 73 ] [ 74 ]                           |
| 2011 | 10 tháng 6           | 2AM                            | Hàn Quốc       | The TAL With 2AM                                                           | Hà Nội             | Sân vận động Quốc gia Mỹ Đình               | do Tân Hiệp Phát tài trợ                                                                       | [ 75 ] [ 76 ] [ 77 ] [ 78 ]             |
| 2011 | 22 tháng 7           | David Archuleta                | Hoa Kỳ         | Chương trình "Thần tượng và âm nhạc 2011" (Idol Music Event 2011)          | TP. Hồ Chí Minh    | Sân vận động Quân khu 7                     | Á quân cuộc thi American Idol 2008                                                             | [ 79 ] [ 80 ]                           |
| 2011 | 24 tháng 7           | David Archuleta                | Hoa Kỳ         | Chương trình "Thần tượng và âm nhạc 2011" (Idol Music Event 2011)          | Hà Nội             | Triển lãm Giảng Võ                          | Á quân cuộc thi American Idol 2008                                                             | [ 79 ] [ 80 ]                           |
| 2011 | 1 tháng 10           | Westlife                       | Ireland        | Gravity Tour                                                               | Hà Nội             | Sân vận động Quốc gia Mỹ Đình               |                                                                                                | [ 81 ] [ 82 ] [ 83 ] [ 84 ] [ 85 ]      |
| 2011 | 9 tháng 10           | AAA                            | Nhật Bản       | Đại Nhạc hội Việt - Nhật lần thứ 2                                         | Hà Nội             | Nhà hát Lớn Hà Nội                          | Truyền hình trực tiếp trên VTV1 lúc 20h                                                        | [ 86 ] [ 87 ] [ 88 ] [ 89 ] [ 90 ]      |
| 2011 | 9 tháng 10           | AKB48                          | Nhật Bản       | Đại Nhạc hội Việt - Nhật lần thứ 2                                         | Hà Nội             | Nhà hát Lớn Hà Nội                          | Truyền hình trực tiếp trên VTV1 lúc 20h                                                        | [ 86 ] [ 87 ] [ 88 ] [ 89 ] [ 90 ]      |
| 2011 | 9 tháng 10           | Exile                          | Nhật Bản       | Đại Nhạc hội Việt - Nhật lần thứ 2                                         | Hà Nội             | Nhà hát Lớn Hà Nội                          | Truyền hình trực tiếp trên VTV1 lúc 20h                                                        | [ 86 ] [ 87 ] [ 88 ] [ 89 ] [ 90 ]      |
| 2011 | 9 tháng 10           | W-inds                         | Nhật Bản       | Đại Nhạc hội Việt - Nhật lần thứ 2                                         | Hà Nội             | Nhà hát Lớn Hà Nội                          | Truyền hình trực tiếp trên VTV1 lúc 20h                                                        | [ 86 ] [ 87 ] [ 88 ] [ 89 ] [ 90 ]      |
| 2011 | 9 tháng 10           | Kumi Koda                      | Nhật Bản       | Đại Nhạc hội Việt - Nhật lần thứ 2                                         | Hà Nội             | Nhà hát Lớn Hà Nội                          | Truyền hình trực tiếp trên VTV1 lúc 20h                                                        | [ 86 ] [ 87 ] [ 88 ] [ 89 ] [ 90 ]      |
| 2011 | 3 tháng 12           | Molice                         | Nhật Bản       | Đại nhạc hội Rock Việt-Nhật: Go! Go! Japan!                                | Hà Nội             | Triển lãm Giảng Võ                          | 17h                                                                                            | [ 91 ] [ 92 ]                           |
| 2011 | 3 tháng 12           | Okamoto's                      | Nhật Bản       | Đại nhạc hội Rock Việt-Nhật: Go! Go! Japan!                                | Hà Nội             | Triển lãm Giảng Võ                          | 17h                                                                                            | [ 91 ] [ 92 ]                           |
| 2011 | 3 tháng 12           | Electric Eel Shock             | Nhật Bản       | Đại nhạc hội Rock Việt-Nhật: Go! Go! Japan!                                | Hà Nội             | Triển lãm Giảng Võ                          | 17h                                                                                            | [ 91 ] [ 92 ]                           |
| 2012 | 6 tháng 4            | Mary McBride                   | Hoa Kỳ         |                                                                            | Huế                | Sân khấu Tây điện Thái Hòa Ðại nội          | 20h                                                                                            | [ 93 ] [ 94 ] [ 95 ] [ 96 ]             |
| 2012 | 8-9 tháng 4          | Mary McBride                   | Hoa Kỳ         | TP. Hồ Chí Minh                                                            | Câu lạc bộ Lan Anh |                                             | 20h                                                                                            | [ 93 ] [ 94 ] [ 95 ] [ 96 ]             |
| 2012 | 29 tháng 11          | Girls' Generation              | Hàn Quốc       | K-pop festival 2012 - Concert in Viet Nam                                  | Hà Nội             | Sân vận động Quốc gia Mỹ Đình               |                                                                                                | [ 97 ] [ 98 ] [ 99 ] [ 100 ]            |
| 2012 | 29 tháng 11          | TVXQ                           | Hàn Quốc       | K-pop festival 2012 - Concert in Viet Nam                                  | Hà Nội             | Sân vận động Quốc gia Mỹ Đình               |                                                                                                | [ 97 ] [ 98 ] [ 99 ] [ 100 ]            |
| 2012 | 29 tháng 11          | Beast                          | Hàn Quốc       | K-pop festival 2012 - Concert in Viet Nam                                  | Hà Nội             | Sân vận động Quốc gia Mỹ Đình               |                                                                                                | [ 97 ] [ 98 ] [ 99 ] [ 100 ]            |
| 2012 | 29 tháng 11          | T-ara                          | Hàn Quốc       | K-pop festival 2012 - Concert in Viet Nam                                  | Hà Nội             | Sân vận động Quốc gia Mỹ Đình               |                                                                                                | [ 97 ] [ 98 ] [ 99 ] [ 100 ]            |
| 2012 | 29 tháng 11          | Sistar                         | Hàn Quốc       | K-pop festival 2012 - Concert in Viet Nam                                  | Hà Nội             | Sân vận động Quốc gia Mỹ Đình               |                                                                                                | [ 97 ] [ 98 ] [ 99 ] [ 100 ]            |
| 2012 | 29 tháng 11          | F.T. Island                    | Hàn Quốc       | K-pop festival 2012 - Concert in Viet Nam                                  | Hà Nội             | Sân vận động Quốc gia Mỹ Đình               |                                                                                                | [ 97 ] [ 98 ] [ 99 ] [ 100 ]            |
| 2012 | 29 tháng 11          | Kara                           | Hàn Quốc       | K-pop festival 2012 - Concert in Viet Nam                                  | Hà Nội             | Sân vận động Quốc gia Mỹ Đình               |                                                                                                | [ 97 ] [ 98 ] [ 99 ] [ 100 ]            |
| 2012 | 29 tháng 11          | Miss A                         | Hàn Quốc       | K-pop festival 2012 - Concert in Viet Nam                                  | Hà Nội             | Sân vận động Quốc gia Mỹ Đình               |                                                                                                | [ 97 ] [ 98 ] [ 99 ] [ 100 ]            |
| 2012 | 29 tháng 11          | B.A.P                          | Hàn Quốc       | K-pop festival 2012 - Concert in Viet Nam                                  | Hà Nội             | Sân vận động Quốc gia Mỹ Đình               |                                                                                                | [ 97 ] [ 98 ] [ 99 ] [ 100 ]            |
| 2012 | 29 tháng 11          | Teen Top                       | Hàn Quốc       | K-pop festival 2012 - Concert in Viet Nam                                  | Hà Nội             | Sân vận động Quốc gia Mỹ Đình               |                                                                                                | [ 97 ] [ 98 ] [ 99 ] [ 100 ]            |
| 2012 | 29 tháng 11          | Infinite                       | Hàn Quốc       | K-pop festival 2012 - Concert in Viet Nam                                  | Hà Nội             | Sân vận động Quốc gia Mỹ Đình               |                                                                                                | [ 97 ] [ 98 ] [ 99 ] [ 100 ]            |
| 2012 | 29 tháng 11          | HyunA                          | Hàn Quốc       | K-pop festival 2012 - Concert in Viet Nam                                  | Hà Nội             | Sân vận động Quốc gia Mỹ Đình               |                                                                                                | [ 97 ] [ 98 ] [ 99 ] [ 100 ]            |
| 2012 | 29 tháng 11          | Son Dam-bi                     | Hàn Quốc       | K-pop festival 2012 - Concert in Viet Nam                                  | Hà Nội             | Sân vận động Quốc gia Mỹ Đình               |                                                                                                | [ 97 ] [ 98 ] [ 99 ] [ 100 ]            |
| 2013 | 4 tháng 1            | Adam Lambert                   | Hoa Kỳ         | Đêm nhạc H-Artistry                                                        | TP. Hồ Chí Minh    | Nhà thi đấu Nguyễn Du                       |                                                                                                | [ 101 ] [ 102 ] [ 103 ] [ 104 ]         |
| 2013 | 4 tháng 1            | Aurea                          | Bồ Đào Nha     | Đêm nhạc H-Artistry                                                        | TP. Hồ Chí Minh    | Nhà thi đấu Nguyễn Du                       |                                                                                                | [ 101 ] [ 102 ] [ 103 ] [ 104 ]         |
| 2013 | 4 tháng 1            | NS Yoon-G                      | Hàn Quốc       | Đêm nhạc H-Artistry                                                        | TP. Hồ Chí Minh    | Nhà thi đấu Nguyễn Du                       |                                                                                                | [ 101 ] [ 102 ] [ 103 ] [ 104 ]         |
| 2013 | 3 tháng 8            | Lee Min Ho                     | Hàn Quốc       | Show diễn "Lee Min Ho Concert in Vietnam 2013" (My Everything Global Tour) | Hà Nội             | Sân vận động Quần Ngựa                      | 19h                                                                                            | [ 105 ] [ 106 ]                         |
| 2013 | 17 tháng 11          | Okamoto's                      | Nhật Bản       | Đại nhạc hội Rock Việt-Nhật: Go! Go! Japan!                                | Hà Nội             | Trung tâm Triển lãm Vân Hồ                  |                                                                                                | [ 107 ] [ 108 ] [ 109 ]                 |
| 2013 | 17 tháng 11          | The Ton-up Motors              | Nhật Bản       | Đại nhạc hội Rock Việt-Nhật: Go! Go! Japan!                                | Hà Nội             | Trung tâm Triển lãm Vân Hồ                  |                                                                                                | [ 107 ] [ 108 ] [ 109 ]                 |
| 2013 | 17 tháng 11          | Ryukyudisko                    | Nhật Bản       | Đại nhạc hội Rock Việt-Nhật: Go! Go! Japan!                                | Hà Nội             | Trung tâm Triển lãm Vân Hồ                  |                                                                                                | [ 107 ] [ 108 ] [ 109 ]                 |
| 2013 | 5 tháng 12           | Steve Aoki                     | Hoa Kỳ         | Lễ hội Hanoki - Steve Aoki Live in Hanoi                                   | Hà Nội             | American Club                               | 18h30-23h                                                                                      | [ 110 ] [ 111 ] [ 112 ] [ 113 ]         |
| 2014 | 18 tháng 1           | Sungha Jung                    | Hàn Quốc       | Sungha Jung Concert Tour in Vietnam                                        | Hà Nội             | Nhà hát Lớn Hà Nội                          | khách mời phía Việt Nam là Văn Mai Hương                                                       | [ 114 ] [ 115 ] [ 116 ] [ 117 ]         |
| 2014 | 19 tháng 1           | Sungha Jung                    | Hàn Quốc       | Sungha Jung Concert Tour in Vietnam                                        | TP. Hồ Chí Minh    | Nhà hát Bến Thành                           |                                                                                                | [ 114 ] [ 115 ] [ 116 ] [ 117 ]         |
| 2014 | 22 tháng 3           | Girls' Generation              | Hàn Quốc       | HEC Korea Festival                                                         | TP. Hồ Chí Minh    | Sân vận động Quân khu 7                     | 19h                                                                                            | [ 118 ] [ 119 ] [ 120 ] [ 121 ] [ 122 ] |
| 2014 | 22 tháng 3           | Miss A                         | Hàn Quốc       | HEC Korea Festival                                                         | TP. Hồ Chí Minh    | Sân vận động Quân khu 7                     | 19h                                                                                            | [ 118 ] [ 119 ] [ 120 ] [ 121 ] [ 122 ] |
| 2014 | 22 tháng 3           | 2PM                            | Hàn Quốc       | HEC Korea Festival                                                         | TP. Hồ Chí Minh    | Sân vận động Quân khu 7                     | 19h                                                                                            | [ 118 ] [ 119 ] [ 120 ] [ 121 ] [ 122 ] |
| 2014 | 22 tháng 3           | Sistar                         | Hàn Quốc       | HEC Korea Festival                                                         | TP. Hồ Chí Minh    | Sân vận động Quân khu 7                     | 19h                                                                                            | [ 118 ] [ 119 ] [ 120 ] [ 121 ] [ 122 ] |
| 2014 | 22 tháng 3           | The Gate                       | Hàn Quốc       | HEC Korea Festival                                                         | TP. Hồ Chí Minh    | Sân vận động Quân khu 7                     | 19h                                                                                            | [ 118 ] [ 119 ] [ 120 ] [ 121 ] [ 122 ] |
| 2014 | 13 tháng 8           | The Aristocrats                | Hoa Kỳ         |                                                                            | TP. Hồ Chí Minh    | Trung tâm ca nhạc nhẹ TP. Hồ Chí Minh       | 20h                                                                                            | [ 123 ]                                 |
| 2014 | 23 tháng 8           | Richard Clayderman             | Pháp           | Richard Clayderman in Concert by VP Bank                                   | Hà Nội             | Trung tâm Hội nghị Quốc gia                 | khách mời phía Việt Nam là nghệ sĩ Bùi Công Duy                                                | [ 124 ] [ 125 ] [ 126 ] [ 127 ]         |
| 2014 | 28 tháng 9           | Hardwell                       | Hà Lan         | I am Hardwell                                                              | TP. Hồ Chí Minh    | Sân vận động Quân khu 7                     |                                                                                                | [ 128 ] [ 129 ] [ 130 ]                 |
| 2014 | 22 tháng 11          | Kelly Clarkson                 | Hoa Kỳ         | Đêm chung kết Hoa hậu Việt Nam 2014                                        | Kiên Giang         | Vinpearl Phú Quốc                           |                                                                                                | [ 131 ] [ 132 ] [ 133 ] [ 134 ]         |
| 2015 | 18 tháng 4           | Sungha Jung                    | Hàn Quốc       | Sungha Jung Live in Vietnam                                                | Hà Nội             | Nhà hát Tuổi Trẻ                            |                                                                                                | [ 135 ] [ 136 ] [ 137 ] [ 138 ]         |
| 2015 | 19 tháng 4           | Sungha Jung                    | Hàn Quốc       | Sungha Jung Live in Vietnam                                                | TP. Hồ Chí Minh    | Nhạc viện Thành phố Hồ Chí Minh             |                                                                                                | [ 135 ] [ 136 ] [ 137 ] [ 138 ]         |
| 2015 | 9 tháng 5            | Demi Lovato                    | Hoa Kỳ         | Yan Beatfest                                                               | TP. Hồ Chí Minh    | Sân vận động Phú Thọ                        |                                                                                                | [ 139 ] [ 140 ] [ 141 ] [ 142 ]         |
| 2015 | 7 tháng 8            | Zedd                           | Đức            | Zedd True Colors Tour                                                      | TP. Hồ Chí Minh    | Sân Golf Rạch Chiếc                         |                                                                                                | [ 143 ] [ 144 ]                         |
| 2015 | 13 tháng 10          | Kenny G                        | Hoa Kỳ         |                                                                            | Hà Nội             | Trung tâm Hội nghị Quốc gia                 | 20h                                                                                            | [ 145 ] [ 146 ] [ 147 ] [ 148 ] [ 149 ] |
| 2015 | 21 tháng 10          | Tommy Emmanuel                 | Úc             | Tommy Emmanuel 2015 Live in Vietnam concert                                | Hà Nội             | Nhà hát Tuổi trẻ                            | 20h                                                                                            | [ 150 ] [ 151 ]                         |
| 2016 | 27 tháng 3           | Steve Aoki                     | Hoa Kỳ         | Vietnam Electronic Weekend                                                 | Hà Nội             | Ecopark                                     |                                                                                                | [ 152 ] [ 153 ] [ 154 ] [ 155 ]         |
| 2016 | 16 tháng 4           | Sungha Jung                    | Hàn Quốc       | Sungha Jung Live in Vietnam                                                | Hà Nội             | Nhà hát Tuổi trẻ                            |                                                                                                | [ 156 ] [ 157 ]                         |
| 2016 | 17 tháng 4           | Sungha Jung                    | Hàn Quốc       | Sungha Jung Live in Vietnam                                                | TP. Hồ Chí Minh    | Nhạc viện Thành phố Hồ Chí Minh             |                                                                                                | [ 156 ] [ 157 ]                         |
| 2016 | 2 tháng 10           | Chris Norman                   | Vương quốc Anh | Boney M ex Chris Norman                                                    | Hà Nội             | Trung tâm Hội nghị Quốc gia                 |                                                                                                | [ 158 ] [ 159 ] [ 160 ] [ 161 ]         |
| 2016 | 2 tháng 10           | Boney M.                       | Đức            | Boney M ex Chris Norman                                                    | Hà Nội             | Trung tâm Hội nghị Quốc gia                 |                                                                                                | [ 158 ] [ 159 ] [ 160 ] [ 161 ]         |
| 2016 | 23 tháng 10          | Scorpions                      | Đức            | Monsoon Music Festival                                                     | Hà Nội             | Sân khấu ngoài trời, Hoàng thành Thăng Long | Khách mời                                                                                      | [ 162 ] [ 163 ] [ 164 ]                 |
| 2016 | 26 tháng 11          | Thomas Anders (Modern Talking) | Đức            | Modern Talking ft Thomas Anders & Band                                     | Hà Nội             | Trung tâm Hội nghị Quốc gia                 | Chỉ có Thomas Anders                                                                           | [ 165 ] [ 166 ] [ 167 ] [ 168 ]         |
| 2016 | 8 tháng 12           | Alan Walker                    | Na Uy          | Lễ hội âm nhạc Revolution                                                  | TP. Hồ Chí Minh    | Trung tâm Hội chợ Triển lãm SECC            | phát trực tiếp trên FPT Play lúc 20h                                                           | [ 169 ] [ 170 ] [ 171 ] [ 172 ]         |
| 2016 | 8 tháng 12           | Kshmr                          | Hoa Kỳ         | Lễ hội âm nhạc Revolution                                                  | TP. Hồ Chí Minh    | Trung tâm Hội chợ Triển lãm SECC            | phát trực tiếp trên FPT Play lúc 20h                                                           | [ 169 ] [ 170 ] [ 171 ] [ 172 ]         |
| 2016 | 8 tháng 12           | R3hab                          | Hà Lan         | Lễ hội âm nhạc Revolution                                                  | TP. Hồ Chí Minh    | Trung tâm Hội chợ Triển lãm SECC            | phát trực tiếp trên FPT Play lúc 20h                                                           | [ 169 ] [ 170 ] [ 171 ] [ 172 ]         |
| 2016 | 18 tháng 12          | Afrojack                       | Hà Lan         | Lễ hội âm nhac EDM Tâm điểm ánh nhìn                                       | TP. Hồ Chí Minh    | Trung tâm Hội chợ Triển lãm SECC            |                                                                                                | [ 173 ] [ 174 ] [ 175 ]                 |
| 2016 | 19 tháng 12          | Richard Marx                   | Hoa Kỳ         | Christmas Concert                                                          | Hà Nội             | Nhà hát Lớn Hà Nội                          | khách mời phía Việt Nam có Trần Thu Hà và Thanh Lam                                            | [ 176 ] [ 177 ] [ 178 ] [ 179 ] [ 180 ] |
| 2017 | 1 tháng 4            | Girls' Generation              | Hàn Quốc       | Going Together Concert                                                     | Hà Nội             | Trung tâm Hội nghị Quốc gia                 | 17h, khách mời bên Việt Nam là Hoàng Thùy Linh                                                 | [ 181 ] [ 182 ] [ 183 ] [ 184 ] [ 185 ] |
| 2017 | 1 tháng 4            | Leeteuk                        | Hàn Quốc       | Going Together Concert                                                     | Hà Nội             | Trung tâm Hội nghị Quốc gia                 | 17h, khách mời bên Việt Nam là Hoàng Thùy Linh                                                 | [ 181 ] [ 182 ] [ 183 ] [ 184 ] [ 185 ] |
| 2017 | 1 tháng 4            | NCT 127                        | Hàn Quốc       | Going Together Concert                                                     | Hà Nội             | Trung tâm Hội nghị Quốc gia                 | 17h, khách mời bên Việt Nam là Hoàng Thùy Linh                                                 | [ 181 ] [ 182 ] [ 183 ] [ 184 ] [ 185 ] |
| 2017 | 20 tháng 5           | Hardwell                       | Hà Lan         | Hardwell by VinaPhone                                                      | Hà Nội             |                                             |                                                                                                | [ 186 ] [ 187 ] [ 188 ] [ 189 ]         |
| 2017 | 6 tháng 6            | Joyce Jonathan                 | Pháp           | Joyce Jonathan Live Concert in Vietnam                                     | TP. Hồ Chí Minh    | Nhà hát Bến Thành                           |                                                                                                | [ 190 ] [ 191 ] [ 192 ] [ 193 ] [ 194 ] |
| 2017 | 7 tháng 6            | Joyce Jonathan                 | Pháp           | Joyce Jonathan Live Concert in Vietnam                                     | Đà Nẵng            | Công viên Biển Đông                         |                                                                                                | [ 190 ] [ 191 ] [ 192 ] [ 193 ] [ 194 ] |
| 2017 | 8 tháng 6            | Joyce Jonathan                 | Pháp           | Joyce Jonathan Live Concert in Vietnam                                     | Hà Nội             | Trung tâm Văn hóa Pháp L’Espace             |                                                                                                | [ 190 ] [ 191 ] [ 192 ] [ 193 ] [ 194 ] |
| 2017 | 23 tháng 8 (dự kiến) | Ariana Grande                  | Hoa Kỳ         | Dangerous Woman Tour                                                       | TP. Hồ Chí Minh    | SVĐ Quân khu 7                              | Trước 5 giờ lúc sắp biểu diễn, Ariana đã đột ngột hủy show do cô đột ngột sốt                  | [ 195 ] [ 196 ]                         |
| 2018 | 7 tháng 3            | Thomas Anders (Modern Talking) | Đức            | Modern Talking ft Thomas Anders & Band                                     | Hà Nội             | Trung tâm Hội nghị Quốc gia                 | 20h, chỉ có Thomas Anders                                                                      | [ 197 ] [ 198 ] [ 199 ] [ 200 ]         |
| 2018 | 9 tháng 8            | Boney M.                       | Đức            | Lửa mùa hè – Boney M                                                       | Nha Trang          | Quảng trường Thần Thoại                     |                                                                                                | [ 201 ] [ 202 ] [ 203 ] [ 204 ]         |
| 2019 | 8 tháng 3            | Boney M.                       | Đức            | Boney M & Joy Live in Concert                                              | Hà Nội             | Trung tâm Hội nghị Quốc gia                 |                                                                                                | [ 205 ] [ 206 ] [ 207 ] [ 208 ]         |
| 2019 | 8 tháng 3            | Joy                            | Áo             | Boney M & Joy Live in Concert                                              | Hà Nội             | Trung tâm Hội nghị Quốc gia                 |                                                                                                | [ 205 ] [ 206 ] [ 207 ] [ 208 ]         |
| 2019 | 8 tháng 3            | Boney M.                       | Đức            | Boney M & Joy Live in Concert                                              | Hà Nội             | Trung tâm Hội nghị Quốc gia                 |                                                                                                | [ 205 ] [ 206 ] [ 207 ] [ 208 ]         |
| 2019 | 29 tháng 5           | Cedric Gervais                 | Pháp           | Budx                                                                       | TP. Hồ Chí Minh    | Bảo tàng Thành phố Hồ Chí Minh              |                                                                                                | [ 209 ] [ 210 ]                         |

## Thập niên 2020
| Năm  | Ngày                       | Nghệ sĩ                                 | Quốc gia       | Tên buổi biểu diễn                                             | Thành phố         | Địa điểm                                           | Ghi chú | Tham chiếu                              |
| ---- | -------------------------- | --------------------------------------- | -------------- | -------------------------------------------------------------- | ----------------- | -------------------------------------------------- | --- | --------------------------------------- |
| 2022 | 20 tháng 1                 | John Legend                             | Hoa Kỳ         | Lễ trao giải VinFuture 2021                                    | Hà Nội            | Nhà hát Lớn Hà Nội                                 | Khách mời phía Việt Nam là NSND Đặng Thái Sơn                                                                | [ 211 ] [ 212 ] [ 213 ]                 |
| 2022 | 27 tháng 11                | DJ Soda                                 | Hàn Quốc       | Shark Night - DJ quốc tế                                       | Hà Nội            | Shark Club                                         | | [ 214 ]                                 |
| 2022 | 8-11 tháng 12              | Babyface                                | Hoa Kỳ         | HOZO Music Festival                                            | TP. Hồ Chí Minh   |                                                    | | [ 215 ] [ 216 ] [ 217 ] [ 218 ] [ 219 ] |
| 2022 | 8-11 tháng 12              | Johnny Stimson                          | Hoa Kỳ         | HOZO Music Festival                                            | TP. Hồ Chí Minh   |                                                    | | [ 215 ] [ 216 ] [ 217 ] [ 218 ] [ 219 ] |
| 2022 | 8-11 tháng 12              | Ricky Kej                               | Ấn Độ          | HOZO Music Festival                                            | TP. Hồ Chí Minh   |                                                    | | [ 215 ] [ 216 ] [ 217 ] [ 218 ] [ 219 ] |
| 2022 | 8-11 tháng 12              | Ani Rock                                | Nhật Bản       | HOZO Music Festival                                            | TP. Hồ Chí Minh   |                                                    | | [ 215 ] [ 216 ] [ 217 ] [ 218 ] [ 219 ] |
| 2022 | 8-11 tháng 12              | La Sra. Tomasa                          | Tây Ban Nha    | HOZO Music Festival                                            | TP. Hồ Chí Minh   |                                                    | | [ 215 ] [ 216 ] [ 217 ] [ 218 ] [ 219 ] |
| 2022 | 20 tháng 12                | Christina Aguilera                      | Hoa Kỳ         | Lễ trao giải VinFuture 2022                                    | Hà Nội            | Nhà hát Lớn Hà Nội                                 | Được truyền hình trực tiếp lúc 20h trên kênh VTV1 và các trang web CNN, Discovery, Euronews, Technode Global | [ 220 ]                                 |
| 2023 | 11 tháng 2                 | Fujita Emi                              | Nhật Bản       | Mini concert "Moon River"/Fields of Gold                       | TP. Hồ Chí Minh   | Phòng trà Bến Thành                                | khách mời phía Việt Nam có Uyên Linh                                                                         | [ 221 ] [ 222 ] [ 223 ]                 |
| 2023 | 3 tháng 3                  | The Aristocrats                         | Hoa Kỳ         | The Defrost Tour – Live in Vietnam                             | Hà Nội            | Phòng hòa nhạc, Học viện Âm nhạc Quốc gia Việt Nam | 20h-22h30 | [ 224 ] [ 225 ]                         |
| 2023 | 11 tháng 3                 | Super Junior                            | Hàn Quốc       | Super Junior World Tour – Super Show 9: Road in Ho Chi Minh    | TP. Hồ Chí Minh   | SVĐ Quân khu 7                                     | 18h | [ 226 ]                                 |
| 2023 | 20 tháng 4                 | DJ Soda                                 | Hàn Quốc       | Đêm nhạc hội M-Pack Festival & Carnival                        | Đà Nẵng           | Công viên Châu Á (Asia Park)                       | 17h | [ 227 ] [ 228 ]                         |
| 2023 | 17 tháng 6                 | Taeyang                                 | Hàn Quốc       | Seen Festival                                                  | Hội An, Quảng Nam |                                                    | | [ 229 ] [ 230 ] [ 231 ] [ 232 ]         |
| 2023 | 17 tháng 6                 | Aespa                                   | Hàn Quốc       | Seen Festival                                                  | Hội An, Quảng Nam |                                                    | | [ 229 ] [ 230 ] [ 231 ] [ 232 ]         |
| 2023 | 17 tháng 6                 | Somi                                    | Hàn Quốc       | Seen Festival                                                  | Hội An, Quảng Nam |                                                    | | [ 229 ] [ 230 ] [ 231 ] [ 232 ]         |
| 2023 | 17 tháng 6                 | KARD                                    | Hàn Quốc       | Seen Festival                                                  | Hội An, Quảng Nam |                                                    | | [ 229 ] [ 230 ] [ 231 ] [ 232 ]         |
| 2023 | 17 tháng 6                 | BoA                                     | Hàn Quốc       | Seen Festival                                                  | Hội An, Quảng Nam |                                                    | | [ 229 ] [ 230 ] [ 231 ] [ 232 ]         |
| 2023 | 14 tháng 7                 | Sungha Jung                             | Hàn Quốc       | 2023 Naga Guitars Concert Series - Live in Vietnam             | Hà Nội            | Nhà hát Tuổi Trẻ                                   | Chuyến lưu diễn xuyên Việt                                                                                   | [ 233 ] [ 234 ] [ 235 ]                 |
| 2023 | 15 tháng 7                 | Sungha Jung                             | Hàn Quốc       | 2023 Naga Guitars Concert Series - Live in Vietnam             | TP. Hồ Chí Minh   | Nhà hát VOH Music One                              | Chuyến lưu diễn xuyên Việt                                                                                   | [ 233 ] [ 234 ] [ 235 ]                 |
| 2023 | 16 tháng 7                 | Sungha Jung                             | Hàn Quốc       | 2023 Naga Guitars Concert Series - Live in Vietnam             | Đà Nẵng           | Nhà hát tuồng Nguyễn Hiển Dĩnh                     | Chuyến lưu diễn xuyên Việt                                                                                   | [ 233 ] [ 234 ] [ 235 ]                 |
| 2023 | 22 tháng 7                 | Charlie Puth                            | Hoa Kỳ         |                                                                | Nha Trang         |                                                    | | [ 236 ]                                 |
| 2023 | (dự kiến)                  | Blackpink                               | Hàn Quốc       |                                                                | TP. Hồ Chí Minh   |                                                    | Tổ chức 2 đêm diễn                                                                                           | [ 237 ]                                 |
| 2023 | 29 và 30 tháng 7           | Blackpink                               | Hàn Quốc       | Born Pink World Tour                                           | Hà Nội            | Sân vận động Quốc gia Mỹ Đình                      | 19h30, do Công ty TNHH Âm nhạc iME (iMe Entertainment Vietnam) điều phối                                     | [ 238 ] [ 239 ] [ 240 ]                 |
| 2023 | 9 tháng 9                  | 911                                     | Vương quốc Anh | Lễ hội âm nhạc Vương quốc Anh                                  | Hà Nội            | Quảng trường Đông Kinh Nghĩa Thục                  | 19h30-22h30                                                                                                  | [ 241 ] [ 242 ] [ 243 ]                 |
| 2023 | 22-24 tháng 9              | Yamamoto Kōhei                          | Nhật Bản       | Công nữ Anio                                                   | Hà Nội            | Nhà hát Lớn Hà Nội                                 | Vở diễn opera kỷ niệm 50 năm quan hệ Nhật Bản-Việt Nam                                                       | [ 244 ] [ 245 ] [ 246 ] [ 247 ]         |
| 2023 | 22-24 tháng 9              | Yusuke Kobori                           | Nhật Bản       | Công nữ Anio                                                   | Hà Nội            | Nhà hát Lớn Hà Nội                                 | Vở diễn opera kỷ niệm 50 năm quan hệ Nhật Bản-Việt Nam                                                       | [ 244 ] [ 245 ] [ 246 ] [ 247 ]         |
| 2023 | 18 tháng 10                | Tommy Emmanuel                          | Úc             |                                                                | TP. Hồ Chí Minh   | Nhà hát Music One                                  | | [ 248 ]                                 |
| 2023 | 19 tháng 10                | Steve Vai                               | Hoa Kỳ         | 'Inviolate' World Tour                                         | TP. Hồ Chí Minh   | Nhà thi đấu Nguyễn Du                              | 19h-22h30 | [ 249 ] [ 250 ]                         |
| 2023 | 21–22 tháng 11             | Westlife                                | Ireland        | The Wild Dreams Tour                                           | TP. Hồ Chí Minh   | SVĐ Thống Nhất                                     | |                                         |
| 2023 | 20 tháng 12                | Katy Perry                              | Hoa Kỳ         | Lễ trao giải thưởng Khoa học Công nghệ toàn cầu VinFuture 2023 | Hà Nội            | Nhà hát Hồ Gươm                                    | Katy Perry biểu diễn 3 ca khúc "Unconditionally", "Roar" và "Firework" cùng nhóm bè, ban nhạc riêng          | [ 251 ] [ 252 ]                         |
| 2024 | 16 tháng 3 (dự kiến)       | Huỳnh Trí Văn                           | Hồng Kông      | Dream Come True - Live Concert in Vietnam                      | TP. Hồ Chí Minh   | Nhà thi đấu Phú Thọ                                | 19h00 | [ 253 ]                                 |
| 2024 | 16 tháng 3 (dự kiến)       | Hồ Hạnh Nhi                             | Hồng Kông      | Dream Come True - Live Concert in Vietnam                      | TP. Hồ Chí Minh   | Nhà thi đấu Phú Thọ                                | 19h00 | [ 253 ]                                 |
| 2024 | 16 tháng 3 (dự kiến)       | Hồ Định Hân                             | Hồng Kông      | Dream Come True - Live Concert in Vietnam                      | TP. Hồ Chí Minh   | Nhà thi đấu Phú Thọ                                | 19h00 | [ 253 ]                                 |
| 2024 | 16 tháng 3 (dự kiến)       | Hồ Bội Úy                               | Hồng Kông      | Dream Come True - Live Concert in Vietnam                      | TP. Hồ Chí Minh   | Nhà thi đấu Phú Thọ                                | 19h00 | [ 253 ]                                 |
| 2024 | 16 tháng 3 (dự kiến)       | Lý Thi Hoa                              | Hồng Kông      | Dream Come True - Live Concert in Vietnam                      | TP. Hồ Chí Minh   | Nhà thi đấu Phú Thọ                                | 19h00 | [ 253 ]                                 |
| 2024 | 16 tháng 3 (dự kiến)       | Diêu Tử Linh                            | Hồng Kông      | Dream Come True - Live Concert in Vietnam                      | TP. Hồ Chí Minh   | Nhà thi đấu Phú Thọ                                | 19h00 | [ 253 ]                                 |
| 2024 | 27 tháng 4                 | Kim Jae-joong                           | Hàn Quốc       | Live concert                                                   |                   |                                                    | Thu hút 5.000 khán giả                                                                                       | [ 254 ]                                 |
| 2024 | 15 tháng 6                 | Tempest                                 | Hàn Quốc       | World Premiere the First Ever Live 2024 Tempest Concert        | TP. Hồ Chí Minh   | Nhà thi đấu Phú Thọ                                | 19h00 | [ 254 ]                                 |
| 2024 | 31 tháng 10                | The Bootleg Beatles                     |                |                                                                | TP. Hồ Chí Minh   |                                                    | Là nhóm nhạc mô phỏng/cover nhạc The Beatles                                                                 | [ 255 ]                                 |
| 2024 | 2 tháng 11                 | The Bootleg Beatles                     | Hà Nội         |                                                                |                   |                                                    | Là nhóm nhạc mô phỏng/cover nhạc The Beatles                                                                 | [ 255 ]                                 |
| 2024 | 23 tháng 11                | T-Ara                                   | Hàn Quốc       | Sự kiện mừng kỷ niệm 20 năm thành lập Vincom                   | Hà Nội            | Vincom Bà Triệu                                    | Mini fanmeeting và PR thương hiệu mỹ phẩm (buổi chiều)                                                       | [ 256 ]                                 |
| 2024 | 23 tháng 11                | T-Ara                                   | Hàn Quốc       | Sự kiện mừng kỷ niệm 20 năm thành lập Vincom                   | Hà Nội            | Quảng trường K-Town, Vinhomes Ocean Park 2         | Biểu diễn tại đại nhạc hội (buổi tối)                                                                        | [ 256 ]                                 |
| 2024 | 6 tháng 12                 | Imagine Dragons                         | Hoa Kỳ         | Lễ trao giải VinFuture 2024                                    | Hà Nội            | Nhà hát Hồ Gươm                                    | Lần đầu tiên ban nhạc Imagine Dragons đến biểu diễn tại Việt Nam                                             | [ 257 ]                                 |
| 2025 | 15 và 16 tháng 2 (dự kiến) | 2NE1                                    | Hàn Quốc       | Welcome Back 2024-25 Asia Tour                                 | TP. Hồ Chí Minh   |                                                    | Hai đêm diễn                                                                                                 | [ 258 ]                                 |
| 2025 | 21 tháng 6                 | G-Dragon, CL, DPR IAN, Tempest, tripleS | Hàn Quốc       | K-Star Spark in Vietnam Mega Concert 2025                      | Hà Nội            | SVĐ Mỹ Đình                                        | | [ 259 ]                                 |
| 2025 | 22 tháng 11                | M2M                                     | Na Uy          | The Better Ending Tour 2025                                    | Bangkok           | One Bangkok Forum (trạm MRT Lumpini)               | | [ 260 ]                                 |